# Anton Popovič
Anton Popovič (Prešov, 27 luglio 1933 – Bratislava, 24 giugno 1984) è stato un linguista cecoslovacco.
Fu un esperto di testologia, uno studioso della teoria del testo e un teorico della traduzione che nel XX secolo contribuì allo sviluppo della traduttologia e degli studi traduttivi, denominati Translation Studies in ambito internazionale.

## Biografia
Nacque il 27 luglio 1933 a Prešov, nella Slovacchia orientale. Studiò slovacco e russo presso la Facoltà di Filosofia dell’Università Comenio di Bratislava (Univerzita Komenského v Bratislave) dove si laureò nel 1956. Nel 1960 completò il dottorato di ricerca presso l’Istituto slavo dell’Accademia cecoslovacca delle scienze a Brno nella Moravia meridionale. Nel 1968 Anton Popovič, František Miko, Ján Kopál e Pavel Plutko, insieme ad altri studiosi, fondarono il Dipartimento di comunicazione letteraria presso la Facoltà di Pedagogia di Nitra (Slovacchia), divenuto in seguito Dipartimento di comunicazione letteraria e metodologia sperimentale. Lo scopo del dipartimento era sviluppare teorie relative alla comunicazione e alla traduzione letteraria. Dal 1975 al 1982 fu membro dell’Associazione internazionale di letteratura comparata (AILC/ICLA) e presidente del comitato per la traduzione. Dal 1976 al 1981 diresse il Dipartimento di Lingua e Letteratura slovacca presso la Facoltà di Pedagogia di Nitra. Morì il 24 giugno 1984 per un tumore al rene ed è ora sepolto a Bratislava.

## Opere
Anton Popovič fu tra i primi ad applicare la teoria semiotica allo studio della traduzione nella sua opera Teória umeleckého prekladu (La teoria della traduzione artistica) pubblicata nel 1975. L'opera è stata tradotta in russo, ungherese e serbocroato nel 1980 e in italiano nel 2006 con il titolo La scienza della traduzione. Popovič definì il processo traduttivo come un atto comunicativo e sviluppò un modello di comunicazione caratterizzato dal confronto tra comunicazione primaria e comunicazione secondaria (metacomunicazione): nella comunicazione primaria il realizzatore dell’atto comunicativo è l’autore del testo originale, mentre nella comunicazione secondaria è l’autore del testo tradotto (il traduttore). Egli propose i termini "prototesto" e "metatesto" come alternative rispettivamente di "testo di partenza" e "testo di arrivo". Inoltre coniò il termine "traduzionalità" (prekladovost’) per definire l’insieme dei tratti di un testo che lo identificano come testo tradotto e il termine “creolizzazione” per indicare un metatesto caratterizzato dalla sovrapposizione parziale della cultura di partenza e di arrivo.
Popovič fu uno dei fondatori dell’analisi retrospettiva, metodo che include il concetto di trasposizione, inteso come un cambiamento che si verifica durante il processo di trasferimento da una lingua all'altra. Egli inoltre definì l’equivalenza linguistica come un caso di “omogeneità sul piano linguistico sia nel testo della lingua di partenza che in quello della lingua di arrivo”. Popovič illustrò le sue teorie sulla traduzione e sulla comunicazione in diverse opere tra cui Traduzione artistica in Cecoslovacchia (Umelecký preklad v ČSSR, 1974) e Originale/Traduzione, Terminologia dell’Interpretazione (Originál/Preklad, Interpretačná terminológia, 1984). I suoi lavori sono stati tradotti in italiano, tedesco e russo.